# Quispicanchi
Quispicanchi, jedno od brojnih plemena što su u vrijeme carstva Inka obitavali u blizini Cuzca. Njihovo ime sačuvalo se do danas u imenu provincije u regiji (departmanu) Cuzco u Peruu.